# Ningzhong, Guangdong
Ningzhong (kinesiska: 宁中) är en köping i sydöstra Kina. Den ligger i Xingning i staden Meizhou i provinsen Guangdong, omkring 280 kilometer nordost om provinshuvudstaden Guangzhou. Antalet invånare är 30 225. Befolkningen består av 15 126 kvinnor och 15 099 män. Barn under 15 år utgör 15,0 %, vuxna 15-64 år 73 %, och äldre över 65 år 11,0 %.